# Droits voisins du droit d'auteur en France

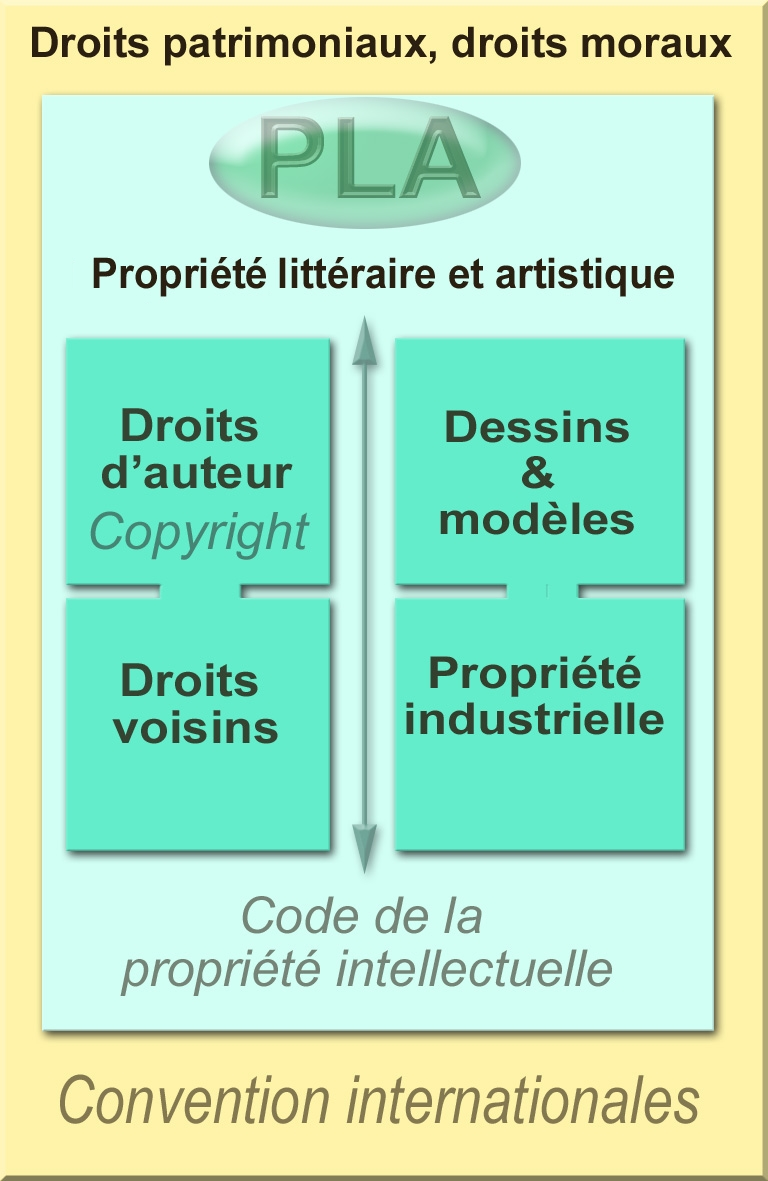
Représentation très simplifiée du cadre de la propriété intellectuelle, et de ses « objets », en France, à la fin du XXe siècle.

Les droits voisins du droit d'auteur constituent une partie particulière de la propriété littéraire et artistique en droit français et en droit européen depuis une directive de mars 2019.
Les textes réglementant ce secteur du droit se trouvent en France dans le code de la propriété intellectuelle. Ils fondent comme droits-voisins : le droit des artistes-interprètes, le droit des producteurs de phonogrammes, le droit des producteurs de vidéogrammes, et le droit des producteurs de bases de données.

## Histoire

### Avant 1985
Avant 1985, les artistes, interprètes et comédiens principaux ne recevaient aucune rémunération sur la diffusion et rediffusion des œuvres où ils étaient interprètes ou comédiens. Seul l'auteur des paroles, le compositeur de la musique, et leurs éditeurs respectifs touchaient une rémunération. L'artiste-interprète ne recevait qu'un pourcentage sur la vente des disques.

### Loi de 1985
La loi no 85-660 du 3 juillet 1985 crée les droits voisins, au profit : des artistes interprètes, des producteurs de phonogrammes et de vidéogrammes, et des entreprises de communication audiovisuelle, la presse. Ceux-ci jouissent dès lors d’un droit exclusif qui leur donne la possibilité d’autoriser ou d’interdire l’utilisation et l’exploitation de leur prestation et de prétendre à une rémunération en contrepartie de leur autorisation.
Les artistes-interprètes jouissent également d'un droit moral : sur leur nom (nom de l'artiste doit être associé à son interprétation), et sur d'éventuelles modifications (on ne peut pas modifier l'interprétation sans son autorisation, si la modification dénature l'interprétation). Le droit moral est inaliénable et imprescriptible : il ne peut être cédé et n'est pas limité dans le temps. Il est transmis aux héritiers.

### Rémunération équitable
Pour ne pas soumettre toute utilisation de phonogrammes à l'autorisation préalable des artistes interprètes et des producteurs, la loi dite « Lang » de 1985 a institué une « rémunération équitable » (article L. 214-1 et suivants du code de la propriété intellectuelle). Cette loi française est la transposition en droit français de la convention de Rome de 1961.
L’article L. 214-1 du code prévoit ainsi que « lorsqu'un phonogramme a été publié à des fins de commerce, l'artiste interprète et le producteur ne peuvent s'opposer à sa communication directe dans un lieu public, dès lors qu'il n'est pas utilisé dans un spectacle ; à sa radiodiffusion, non plus qu'à la distribution par câble simultanée et intégrale de cette radiodiffusion ». En contrepartie, l’artiste interprète et le producteur perçoivent une rémunération équitable assise sur les recettes de l'exploitation ou évaluée forfaitairement. Cette rémunération (et donc le droit d’utiliser les phonogrammes) s’applique quel que soit le lieu de fixation du phonogramme, mais n’est reversée que dans les états membres de l’Union européenne (directive du 19 novembre 2002) et dans les autres états signataires de la Convention de Rome (déclaration de la France sous l’article 12 de la Convention). Le taux de cette rémunération est déterminé soit par des accords entre les organisations représentatives des artistes-interprètes, des producteurs de phonogrammes et des personnes utilisant les phonogrammes (article L. 214-3 du code) soit, à défaut d’accord, par une commission administrative (article L. 214-4 du code).
En 2005, le montant de la rémunération équitable s’élève :
- Pour les discothèques, à 1,65 % des recettes réalisés par l’établissement, (décision du 30 novembre 2001) ;
- Pour les radios, à 5 % des recettes, y compris les recettes publicitaires, (loi no 93-924 du 20 juillet 1993) ;
- Pour les télévisions, à 2 % des recettes (décision du 9 septembre 1987).

Auquel il convient d’appliquer divers abattements selon les situations.
Le défaut de versement de la rémunération équitable est un délit (article L. 335-4 alinéa 3 du code) puni d’une peine d’amende de 300 000 euros. En application de l’article L. 214-5 du code, cette rémunération est obligatoirement perçue par une société de perception et de répartition de droits, actuellement la « Spré » (www.spre.fr).

### Directives européennes
En 2011, par la directive du 27 septembre 2011, le parlement européen prolonge de 50 à 70 ans la durée des droits voisins des interprètes ou exécutants, décomptés à partir de la première publication ou de la première communication au public,.
En 2015, la France a transposé cette directive européenne, par la loi no 2015-195 du 20 février 2015, qui vient notamment modifier l'article L.211-4 du Code de la propriété intellectuelle.
La directive européenne de 2019 impose aux plates-formes et aux GAFA (tel YouTube) de conclure avec les ayants droit des accords pour les rémunérer lorsqu’un utilisateur ou les algorithmes du système postent une œuvre (un texte, une chanson, un film…) sur lesquels ces ayants-droit ont des droits. Si la plate-forme ou le géant du net ne concluent pas un accord juste, ils encourent des poursuites pour non-respect de ces droits voisins du fait de la publication d’œuvres protégées sur leur réseau. Les plates-formes en ligne doivent en outre rémunérer les éditeurs de presse dont elles republient les contenus.

### Loi du 24 juillet 2019
Cette loi tendant à créer un droit voisin au profit des agences de presse et des éditeurs de presse adoptée le 24 juillet 2019, vise à protéger les agences et les éditeurs de presse dont les contenus sont reproduits et diffusés comme libres de droits par les moteurs de recherche. Pour cela, la proposition de loi instaure un droit voisin au profit des agences et éditeurs de presse. Il s'agit d'une transposition de la directive européenne sur le même sujet.
Elle fixe à cinq ans la durée des droits patrimoniaux détenus par les éditeurs et les agences de presse sur leurs productions au titre des droits voisins. Ces droits voisins s’appliqueront aux publications de presse, collections composées d’œuvres de nature journalistique ayant pour objet de fournir des informations sur l’actualité. Seront tenus d’acquitter des droits voisins les "services de communication au public en ligne" ce qui inclut les moteurs de recherche et les réseaux sociaux. Les journalistes auteurs de publications auxquelles s’appliquent le droit voisin pourront obtenir une part de la rémunération due aux éditeurs et aux agences de presse, dans des conditions déterminées par accord d’entreprise ou, à défaut, par accord collectif.

### Condamnation de Google en 2021 et en 2024
En 2021, un premier contentieux avec Google au titre de cette loi aboutit à une condamnation liée à ce qui est assimilé à un abus de position dominante. Le montant de l’amende s’élève à 500 millions d’euros infligé par l’Autorité française de la concurrence,,.
En mars 2024, l’Autorité de la concurrence inflige à nouveau 250 millions d’euros d’amende à Google pour non respect des droits voisins. Elle reproche à la société américaine de ne pas avoir respecté ses engagements, pris en 2022, quant à la mise en œuvre de ce mécanisme européen de rémunération des médias en ligne ainsi que l’utilisation des contenus de la presse dans son IA Google Gemini.
En novembre 2024, le tribunal de commerce de Paris, a ordonné à Google de ne pas procéder a une expérimentation en France consistant à retirer de ses résultats de recherche les contenus des journaux européens chez 1 % de ses utilisateurs, sous peine d’une astreinte de 900 000 euros par jour. Le tribunal avait été saisi en urgence par le Syndicat des éditeurs de la presse magazine (SEPM) pour des raisons de respect des droits voisins de la presse.

## Sociétés de gestion
La Société pour la perception de la rémunération équitable (Spré) collecte auprès des utilisateurs et répartit entre les quatre sociétés qui représentent les artistes interprètes d'une part et les producteurs d'autre part.
Pour les artistes et musiciens interprètes, ce sont :
- L'Adami (Société civile pour l'administration des droits des artistes et musiciens interprètes) représente les ayants droit dont les noms sont cités sur le phonogramme ou le vidéogramme[15].
- La Spedidam (Société de perception et de distribution des droits des artistes-interprètes) représente les ayants droit dont les noms ne sont pas cités sur le phonogramme ou le vidéogramme.

Pour les producteurs, ce sont :
- La SCPP (Société civile des producteurs phonographiques) regroupe les multinationales et des producteurs indépendants[16].
- La SPPF (Société des producteurs de phonogrammes en France) représente des producteurs indépendants principalement français[17].
  - Les deux précédentes renvoient à la SCPA (Société Civile des Producteurs Associés) pour le domaine des attentes téléphoniques[18].

La Spré a donné un mandat à la SACEM pour collecter les sommes dues par les utilisateurs de phonogrammes du commerce (de musiques) qui sonorisent des lieux (commerces, centres commerciaux, etc.).
Pour les éditeurs et agences de presse: 
- La DVP( société des Droits Voisins de la Presse) rassemble l’ensemble des éditeurs et agences de presse, titulaires du droit voisin de la presse dans leur gestion collective[19].